# DICAP
La DICAP (Discoteca del Cantar Popular), inizialmente Jota Jota, è stata un'etichetta discografica cilena che ha svolto la sua attività tra il 1967 ed il 1973.

## Storia
L'etichetta nasce nel 1967 con il nome Jota Jota su iniziativa dell'organizzazione Juventudes Comunistas de Chile (Gioventù Comuniste del Cile) per far conoscere quegli artisti ai quali le etichette multinazionali dell'epoca non concedevano spazio a causa dei contenuti di protesta e anticapitalisti delle loro composizioni. In tal modo l'etichetta divenne presto il supporto discografico del movimento noto come Nueva Canción Chilena.
Il primo album discografico pubblicato dalla Discoteca del Cantar Popular fu Por Viet-Nam del complesso Quilapayún nel 1967, con numero di catalogo JJL-01.
Nel catalogo iniziale pubblicato in Cile figurano 67 album, 18 dei quali pubblicati inizialmente con l'etichetta Jota Jota e 49 con il marchio definitivo DICAP. I primi dischi pubblicati furono quelli dei Quilapayún, di Víctor Jara, degli Inti-Illimani, di Pablo Neruda, del Trío Lonqui e di Huamarí. La DICAP lanciò inoltre dischi di Isabel Parra, Ángel Parra, de Los Blops, della collezione Chile Ríe y Canta (Il Cile ride e canta), de Los Curacas, di Payo Grondona, dei Tiemponuevo, degli Amerindios, di Homero Caro, di Rolando Alarcón, di Combo Xingú, del Dúo Coirón, del cantautore Tito Fernández detto El Temucano, di Osvaldo Rodríguez, di Marta Contreras, di Fabián Rey, di Roberto Parra, di Margot Loyola, degli Illapu e di numerosi altri artisti.
Fino al 1973, DICAP ha pubblicato più di settanta dischi, coprendo buona parte della discografia dei principali rappresentanti del movimento della Nueva Canción Chilena e giungendo a controllare circa il 30 por cento del mercato discografico cileno dell'epoca.

### Periodo della dittatura militare
In seguito al golpe cileno del 1973, gli studi della DICAP in calle Sazié a Santiago del Cile furono rastrellati e gran parte delle matrici vennero prima confiscate e poi distrutte. Fino al 1982 la DICAP continuo ad operare tramite sedi a Parigi e poi a Madrid, ma nel Cile governato dalla giunta militare le sue pubblicazioni venivano censurate.
Nel 1976 l'etichetta Alerce ha ripreso lo spirito di indipendenza e agitazione culturale che muoveva la DICAP alle sue origini, divenendo un'etichetta di riferimento per il movimento del Canto Nuevo ma proponendo anche artisti rock e hip hop durante gli anni novanta. Questa etichetta ha poi ristampato molte opere del catalogo originale DICAP, grazie al fatto che gli autori avevano nel frattempo recuperato i propri diritti sulle loro opere originali e potevano pertanto ripubblicarle con altre case discografiche.
L'etichetta DICAP ha ripreso l'attività nel 2006 con un nuovo catalogo di musicisti cileni. Tra i dischi di questa nuova fase ci sono Mil voces Gladys (2006), tributo alla dirigente comunista cilena Gladys Marín, il gruppo di acid jazz Alüzinati, Cholomandinga, il collettivo di hip hop formato da Legua York y Agosto Negro, l'etichetta di musica elettronica cilena Pueblo Nuevo, il cantante Roberto Parra y la cantante Carmen Prieto, oltre a vari altri artisti.